# Балтабайський сільський округ
Балтаба́йський сільський округ (каз. Балтабай ауылдық округі, рос. Балтабайский сельский округ) — адміністративна одиниця у складі Єнбекшиказахського району Алматинської області Казахстану. Адміністративний центр — село Балтабай.
Населення — 9784 особи (2021; 8510 у 2009, 7425 у 1999, 7469 у 1989).
Станом на 1989 рік існувала Купластовська сільська рада (села Акбастау, Актогай, Балтабай, Бірлік, Єнбек, Орнек), село Куш перебувало у складі Акшийської сільської ради.

## Склад
До складу округу входять такі населені пункти:
| Населений пункт | Населення, осіб (1989) | Населення, осіб (1999) | Населення, осіб (2009) | Населення, осіб (2021) |
| --------------- | ---------------------- | ---------------------- | ---------------------- | ---------------------- |
| Акбастау, село  | 1367                   | 1574                   | 1657                   | 1698                   |
| Актогай, село   | 481                    | 548                    | 568                    | 937                    |
| Балтабай, село  | 2802                   | 2613                   | 3049                   | 3651                   |
| --МТФ-2         | -                      | -                      | -                      | 8                      |
| Бірлік, село    | 1106                   | 1085                   | 1260                   | 1319                   |
| Єнбек, село     | 1006                   | 990                    | 1296                   | 1239                   |
| Куш, село       | 266                    | 243                    | 290                    | 250                    |
| Орнек, село     | 441                    | 372                    | 390                    | 682                    |